# Ivanj
Ivanj (mađ. Ivánbattyán, nje. Ivan) je selo u južnoj Mađarskoj.
Zauzima površinu od 6,13 km četvornih.

## Zemljopisni položaj
Nalazi se na 45° 54' 26" sjeverne zemljopisne širine i 18° 25' 5" istočne zemljopisne dužine. 
Susjedna naselja su: Plakinja, koja se nalazi 1,5 km jugozapadno, Racpetra 4 km sjeverozapadno, Veliki Budmir 3 km sjeveroistočno, Mali Budmir 1,5 km istočno-sjeveroistočno, Jakobovo 2,5 km istočno, Viljan 3,5 km jugoistočno i Keveša 1,5 km južno. Šumsko područje Fekete-hegy je 2,5 km južno, a šumsko područje Szársomlyó je 4 km južno.

## Upravna organizacija
Upravno pripada Šikloškoj mikroregiji u Baranjskoj županiji. Poštanski broj je 7772.

## Povijest
Ivanj se prvi put spominje u izvorima 1332. godine pod imenom Iwan.
1340. mu je ime zabilježeno u obliku Iuan. Selo pripada samostanu Sv. Trojstva. Kasniji izvori bilježe selo i u obliku Iván.

## Promet
2 km jugozapadno od Ivanja prolazi željeznička pruga Pečuh – Mohač.

## Stanovništvo
Ivanj ima 156 stanovnika (2001.). Mađari su većina. U selu još živi 3% Nijemaca (iz skupine podunavskih Švaba) koji u selu imaju manjinsku samoupravu te nekoliko Roma. Rimokatolika je preko dvije trećine, kalvinista je 13%, nekoliko luterana te ostali.

## Vanjske poveznice
- Ivanj na fallingrain.com